# Lois Marshall
Lois Marshall (29 de enero de 1924 - 19 de febrero de 1997) fue una soprano canadiense nacida y fallecida en Toronto, Canadá. Manejó un repertorio que incluyó ópera, oratorio, repertorio sinfónico y de cámara.

## Biografía
Enferma de poliomielitis a los dos años, permaneció en el Hospital for Sick Children de Toronto hasta los 12 años, allí descubrió su voz, estudiando con Weldon Kilburn, pianista y organista con quien se casó en 1968.
En 1950 ganó la CBC competition, Singing Stars of Tomorrow y en 1952 el Premio Naumburg que posibilitó su debut en Nueva York en Town Hall. Después del evento fue invitada por Arturo Toscanini para el registro de la Missa Solemnis (Beethoven).
A menudo cantó con Maureen Forrester, ambas integrantes del grupo Bach Aria. En 1958 actuó en la Unión Soviética.
Debido a su deterioro físico, le fue difícil afrontar una carrera en el escenario de ópera, no así en la sala de concierto y en grabaciones, donde fue favorita de audiencias y directores como Thomas Beecham con quien grabó una celebrada El rapto en el serrallo.
En 1967 fue condecorada con la Orden de Canadá.
En 1970 comenzó a cantar como mezzosoprano, añadiendo a su repertorio Die schöne Müllerin y Winterreise de Schubert.
Se retiró en 1982.
En 1986 se incorporó a la facultad de música de la Universidad de Toronto donde enseñó hasta su muerte a los 73 años.

## Literatura
- James Neufeld, Lois Marshall: A Biography, Dundurn, 2010, ISBN 978-1554884698

## Discografía de referencia
- Arias, CBC PSCD 2001 (1956–1959).
- Bach, Johann Sebastian. Cantata 51 - Wolfgang Amadeus Mozart Exsultate Jubilate, Toronto Symphony, MacMillan (cond.), Hallmark, CS2 (1953/1954).
- Bach, Johann Sebastian. Mass in B Minor, Redel (cond.) Philips 438 739-2.
- Bach, Johann Sebastian. St. Matthew Passion, Toronto Symphony, MacMillan (cond.), Beaver Records, LPS 002 (1953).
- Beethoven, Ludwig van. Missa Solemnis, NBC Symphony, Toscanini (cond.), RCA (1953).
- Celebrity Recital, Lois Marshall, Radio Canada International RCI 427 (1974).
- Elwell, Herbert. Pastorale, Toronto Symphony, MacMillan (cond.), Hallmark, CS1 (1953).
- Folksongs of the British Isles, Marquis MAR 102 (1983).
- Handel, George Frideric. Messiah, Toronto Symphony, MacMillan (cond.), Beaver Records, LPS 001 (1952).
- Handel, George Frideric. Solomon, Royal Philharmonic, Beecham (cond.), [EMI] (1955–1956).
- Mozart, Wolfgang Amadeus. Die Entführung aus dem Serail, Royal Philharmonic, Beecham, EMI (1957).
- Schubert, Franz. Die schöne Müllerin, CBC PSCD 2010 (1976).
- Schubert, Franz. Winterreise, CBC PSCD 2011 (1979).
- Schumann, Robert. A Schumann Recital, CBC (1978).
- Strauss, Richard. Vier letzte Lieder, Sony SM2K 526674.